# Špitál (Polička)
Budova špitálu se nachází na ulici Kostelní č. p. 84, v těsné blízkosti kostela sv. Jakuba v Poličce.

## Popis stavby
Poličský špitál je jednopatrová nárožní stavba. Dům byl vystavěn v klasicistním slohu jako doplněk sociálního vybavení historického města. 

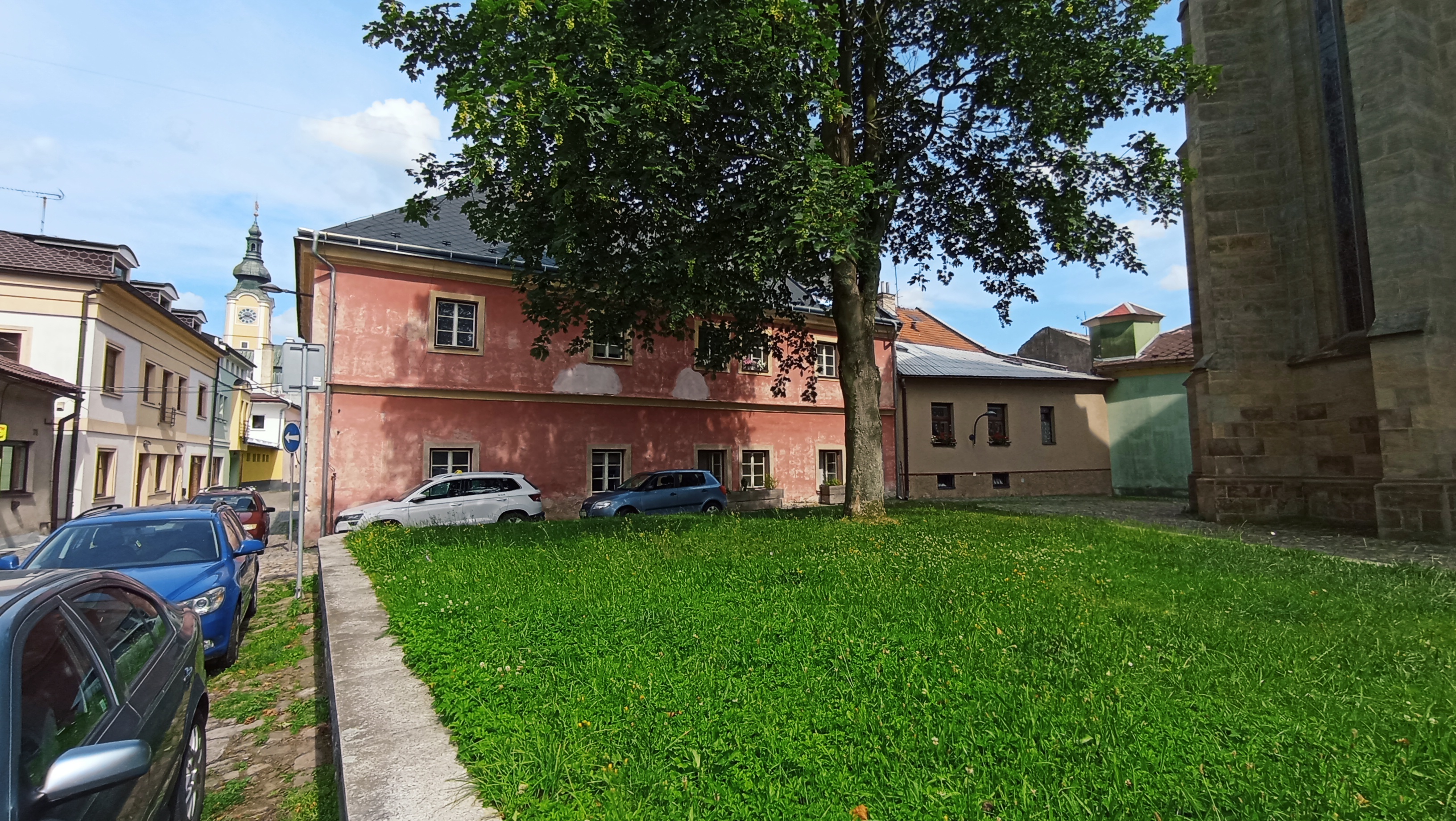
špitál

Roku 1985 byl razantně přestavěn na bytové jednotky a jeho interiér tak ztratil většinu památkové hodnoty. Původní severní vstup byl přemístěn na východ. Část hřebínkové klenby byla stržena i s lunetou. Došlo i na schodiště do patra, které bylo nahrazeno moderním. V interiéru došlo také k zazdění dveří a vyražení nových vchodů. Původní dvůr, který patřil ke stavbě i se suchým záchodem, byl zastavěn. Proražena byla i nová okna. Dodnes se dochovaly alespoň čtyři zaklenuté místnosti, ale bez hřebínků.